# Kaple Nanebevzetí Panny Marie (Tři Dvory)
Kaple Nanebevzetí Panny Marie ve Třech Dvorech je pseudobarokní stavba z konce 19. století. Náleží do farnosti Konárovice v kutnohorsko-poděbradském vikariátu královéhradecké diecéze. Kaple není památkově chráněna. 

## Historie
Kaple byla postavena jako novostavba v roce 1891.

## Stavební podoba
Kaple je jednoduchá mírně obdélná stavba, provedená v barokizujícím stylu s malým sanktusníkem na střeše. Zařízení je nejednotné.